# Шуришкари
Шуришка́ри (рос. Шурышкары) — село у складі Шуришкарського району Ямало-Ненецького автономного округу Тюменської області, Росія. Адміністративний центр Шуришкарського сільського поселення.
Населення — 795 осіб (2010, 818 у 2002).
Національний склад станом на 2002 рік: ханти — 66 %.